# Alfabeto turco
Il nome di alfabeto turco è variamente applicato ai vari sistemi di scrittura alfabetica utilizzati per la lingua turca.
In particolare, dagli anni '20 (1º novembre 1928 dal punto di vista legale) il turco utilizza l'alfabeto latino con alcuni adattamenti promossi da Mustafa Kemal Atatürk. L'alfabeto turco inteso semplicemente come alfabeto latino adattato al turco comprende le seguenti lettere:
A a, B b, C c, Ç ç, D d, E e, F f, G g, Ğ ğ, H h, I ı, İ i, J j, K k, L l, M m, N n, O o, Ö ö, P p, R r, S s, Ş ş, T t, U u, Ü ü, V v, Y y, Z z.

Le lettere maiuscole si usano non solo con i nomi propri e dopo il punto fermo, ma anche con i nomi di popoli usati come aggettivo (ex. gli studenti Turchi), con i nomi di lingua (ex. il Turco), con i titoli onorifici affiancati al nome di persona (ex. il Signor Mehmet), nel nome del mese e giorno della settimana in una data completa e in tutte le parole del titolo di un qualunque prodotto artistico-culturale, eccetto nelle parole di per sé vuote di significato come le congiunzioni e preposizioni (ex. I Dolori del Giovane Werther). Quando in fondo ad un aggettivo di origine araba compare la "i" allungata, essa talvolta si indica con un accento circonflesso che fa cadere il punto dalla "i". Il circonflesso si può trovare su altre parole per indicare solitamente l'allungamento vocalico. 
Il punto sulla "i" resta nella versione in maiuscolo (ex. İstánbul). Inoltre la lettera "i" non è da confondere con "ı", senza punto e con pronuncia completamente diversa.
L'accento tonico si trova scritto sui dizionari ed è orientato verso l'alto. L'apostrofo si trova quando un nome proprio qualunque è seguito da un suffisso di caso, dal possessivo e dal verbo "essere" (ex. Mehmet'le, "con Mehmet").
La più antica forma di scrittura usata per la lingua turca, prima della grande migrazione che ha diffuso il turco verso occidente, è stata scoperta nell'attuale Mongolia ed è una scrittura alfabetica detta Orkhon, risalente all'VIII secolo d.C.
Nel periodo recente, dall'epoca della conversione dei turchi all'Islam sino alla riforma dell'alfabeto voluta da Atatürk, l'alfabeto utilizzato dalla popolazione turca era il Nasta'liq. Questo tipo di scrittura è una variante dell'alfabeto arabo applicato a lingue non semitiche, tra cui, oltre al turco, il farsi e l'urdu. Questo tipo di scrittura permetteva l'utilizzo facoltativo di alcuni diacritici per marcare le vocali brevi, tuttavia esistevano solo quelli per i suoni "a, i, u". Inoltre, non era possibile scrivere le consonanti doppie/geminate (ex. Dükkân) se non con un diacritico.